# Прощальна гастроль «Артиста»
«Прощальна гастроль „Артиста“» (рос. «Прощальная гастроль „Артиста“») — радянський художній фільм 1979 року, знятий на кіностудії «Мосфільм».

## Сюжет
Міліція намагається вийти на слід досвідченого бандита на прізвисько «Соболь» (Вадим Спиридонов). При черговому пограбуванні Соболь вбиває міліціонера. При цьому міліції вдається взяти його спільника — злодія-рецидивіста В'ячеслава Скукіна на прізвисько «Артист» (Сергій Піжель). Артист не видає спільника і відправляється у в'язницю. Там він знайомиться з Валетом (Леонід Юхін) — старим злодієм, який вводить його в курс нової справи: на одному з будівництв два рази в місяць робітникам возять зарплату, менше мільйона рублів не буває. Для «роботи» потрібні двоє. Усе, що потрібно зробити — це сісти за кермо самоскида і на безлюдній дорозі від ощадкаси до будівництва спровокувати аварію з автомобілем інкасаторів. Валета там чекає своя людина, але старий попався на іншому, та й сили вже не ті. Валет організовує Артистові втечу з в'язниці, за це обіцяє старому частку.
Артист прибуває на місце і знайомиться з людиною Валета завідувачем гаражем на прізвисько «Шплінт» (Юрій Потьомкін). Він повинен посадити «Артиста» за кермо інкасаторського автомобіля, а сам сісти за кермо самоскида в призначений день. Але як на зло у Шплінта зламана рука, а водій самоскида для справи потрібен терміново. Артист придивляється до молодого водія «з характером» Олексія (Микола Шушарин). Для цього він зводить його зі своєю коханкою — перукарем Катею (Олена Зелєнова), а потім вводить у курс справи. Той не роздумуючи погоджується. Незабаром прибуває і сам Соболь, якому вже встиг все розповісти Артист. Але бандити не здогадуються, що все це хитрий план співробітників міліції по затриманню особливо небезпечного злочинця Соболя.

## У ролях
- Олена Зелєнова —  Катя, подруга «Артиста»
- Микола Шушарин —  Олексій, «Довгий», лейтенант міліції, впроваджений в банду як молодий водій
- Сергій Піжель —  В'ячеслав Скукін, «Артист», злодій-рецидивіст
- Вадим Спиридонов —  «Соболь», досвідчений бандит
- Юрій Потьомкін —  Микола Іванович Серьогін, «Шплінт», завгар
- Ірина Александрова —  Нюра
- Григорій Маліков —  Валерій, наречений Нюри
- Анатолій Ведьонкин —  Вершинін, капітан міліції
- Леонід Юхін —  «Валет», старий злодій
- Олег Мокшанцев —  Сергій Петрович Голованов, майор міліції
- Сергій Ніколаєв —  лейтенант міліції
- Владислав Сердюк —  полковник міліції

## Знімальна група
- Режисер:  Олександр Файнциммер
- Автор сценарію:  Сергій Александров
- Оператор:  Віктор Якушев
- Художник:  Василь Щербак
- Композитор:  Віктор Бабушкин
- Директор: Віталій Крівонощенко